# Сімонетта Стефанеллі
Сімонетта Стефанеллі (італ. Simonetta Stefanelli), народилася 30 листопада, 1954 року, Рим, Італія — італійська актриса, після закінчення кінокар'єри дизайнер моди.

## Біографія
Народилася 30 листопада 1954 року в Римі, Італія. У кіно почала зніматися в 14 років — «La moglie giapponese» (1968, реж. Джан Луїджі Полідоро). Популярність отримала після виконання ролі Аполлонії — нареченої та першої дружини Майкла Корлеоне в культовому фільмі Френсіса Форда Кополи «Хрещений батько» (1972). Після 1992 року в кіно не знімалася.
Була дружиною відомого італійського актора Мікеле Плачідо, від цього шлюбу має трьох дітей — Мікеланджело, Віоланте і Брено. Двоє з них вибрали акторську професію — Віоланте Плачідо і Брено Плачідо (відомий під псевдонімом Марко Брено). Живе в Римі, є власницею мережі взуттєвих магазинів. Займається дизайном взуття та виробів зі шкіри.

## Фільмографія
- La moglie giapponese (1968)
- Medea (1969)
- Splendori e miserie di Madame Royale (1970)
- Non commettere atti impuri (1971)
- Homo Eroticus (1971)
- Іменем італійського народу (1971)
- Хрещений батько (1972)
- Il caso Pisciotta (1973)
- Il miglior sindaco, il re (El mejor alcalde, el rey) (1973)
- L'onorata famiglia (1973)
- Gli amici degli amici hanno saputo (1973)
- La profanazione (1974)
- Lucrezia giovane (1974)
- La nuora giovane (1975)
- Peccati in famiglia (1975)
- Il falco e la colomba (1981)
- Три брати (1981)
- Ars Amandi - L'arte di amare (1983)
- Універмаги (1986)
- A tutte le volanti (1989)
- Le amiche del cuore (1992)

## Джерело
- Сторінка в інтернеті [Архівовано 18 січня 2015 у Wayback Machine.]